# Sanfu Motors
 (mai 2024).
La mise en forme du texte ne suit pas les recommandations de Wikipédia : il faut le « wikifier ».
Les points d'amélioration suivants sont les cas les plus fréquents. Le détail des points à revoir est peut-être précisé sur la page de discussion.
- Les titres sont pré-formatés par le logiciel. Ils ne sont ni en capitales, ni en gras.
- Le texte ne doit pas être écrit en capitales (les noms de famille non plus), ni en gras, ni en italique, ni en « petit »…
- Le gras n'est utilisé que pour surligner le titre de l'article dans l'introduction, une seule fois.
- L'italique est rarement utilisé : mots en langue étrangère, titres d'œuvres, noms de bateaux, etc.
- Les citations ne sont pas en italique mais en corps de texte normal. Elles sont entourées par des guillemets français : « et ».
- Les listes à puces sont à éviter, des paragraphes rédigés étant largement préférés. Les tableaux sont à réserver à la présentation de données structurées (résultats, etc.).
- Les appels de note de bas de page (petits chiffres en exposant, introduits par l'outil «  Source ») sont à placer entre la fin de phrase et le point final[comme ça].
- Les liens internes (vers d'autres articles de Wikipédia) sont à choisir avec parcimonie. Créez des liens vers des articles approfondissant le sujet. Les termes génériques sans rapport avec le sujet sont à éviter, ainsi que les répétitions de liens vers un même terme.
- Les liens externes sont à placer uniquement dans une section « Liens externes », à la fin de l'article. Ces liens sont à choisir avec parcimonie suivant les règles définies. Si un lien sert de source à l'article, son insertion dans le texte est à faire par les notes de bas de page.
- La présentation des références doit suivre les conventions bibliographiques. Il est recommandé d'utiliser les modèles {{Ouvrage}}, {{Chapitre}}, {{Article}}, {{Lien web}} et/ou {{Bibliographie}}. Le mode d'édition visuel peut mettre en forme automatiquement les références.
- Insérer une infobox (cadre d'informations à droite) n'est pas obligatoire pour parachever la mise en page.

Pour une aide détaillée, merci de consulter Aide:Wikification.
Si vous pensez que ces points ont été résolus, vous pouvez retirer ce bandeau et améliorer la mise en forme d'un autre article.
Sanfu Motors Industrial Co (également appelé San Fu ou San-Fu) est un ancien constructeur automobile basé à Taichung, à Taïwan.

## Histoire
Sanfu Motors est fondé en 1966 et a coopéré avec plusieurs constructeurs automobiles.
Les véhicules produits comprenaient des cyclomoteurs et des véhicules utilitaires Subaru,. Les véhicules utilitaires étaient vendus avec un logo de la marque Sanfu. Toutefois, cette collaboration aurait été peu fructueuse en raison d’un manque d’intérêt de la part du Japon.
Un des autres modèles produits par Sanfu est l'Isuzu Bighorn. On ne sait pas si ces véhicules ont été exportés vers l’Asie du Sud-Est et le Moyen-Orient comme prévu. Une partie de la production était exportée aux États-Unis. L'assemblage du Subaru Domingo a également été convenu avec Subaru en 1986.  À peu près à la même époque, Renault réussit à mettre fin à la coopération avec la filiale de GM, Isuzu. En revanche, la coopération avec Subaru se poursuit au moins jusqu'en 1990.
La collaboration avec Renault a débuté en 1981,, (ou 1982 ). Les modèles assemblés et vendus comprenaient les Renault 9 et 11 (à partir de 1983), la Renault 19, la Renault Express I et la Renault Twingo I,.  À partir de 1998, le Renault Kangoo I est également assemblé. La production à Taïwan aurait été de plus haute qualité que sur d'autres sites d'assemblage à l’étranger.
Sous le nom de modèle Luxmore, Sanfu Motors a produit et vendu une version exclusive de la Renault 9, avec l'intérieur et l'arrière de la Renault 19, propulsée par un moteur de 1,4 L développant 72 ch,.
Des Twingo ont été exportés au Japon. Sanfu Motors prévoyait également d'exporter vers la Colombie et le Venezuela. 
En 1995, Sanfu Motors a participé à hauteur de 30 % dans la création de Taiwan Isuzu Motors.
De 1997 à 1999, Sanfu Motors a également fabriqué la Hyundai Accent.
La relation commerciale avec Renault a pris fin en 2000 après la fusion de Renault avec Nissan. Nissan, de son côté, détenait une participation dans le constructeur taïwanais Yulon, censé désormais reprendre la production locale des modèles Renault,,.
Selon d'autres sources, la société aurait été dissoute en 1999. La production est tombée à 150 véhicules en 1999 et s'est complètement arrêtée l'année suivante. Selon une autre source, l'usine de fabrication aurait été rachetée par le groupe Formosa Plastics en 1999, dont la filiale Formosa Automobile Corporation a ensuite assemblé des modèles Daewoo dans les années 2000.

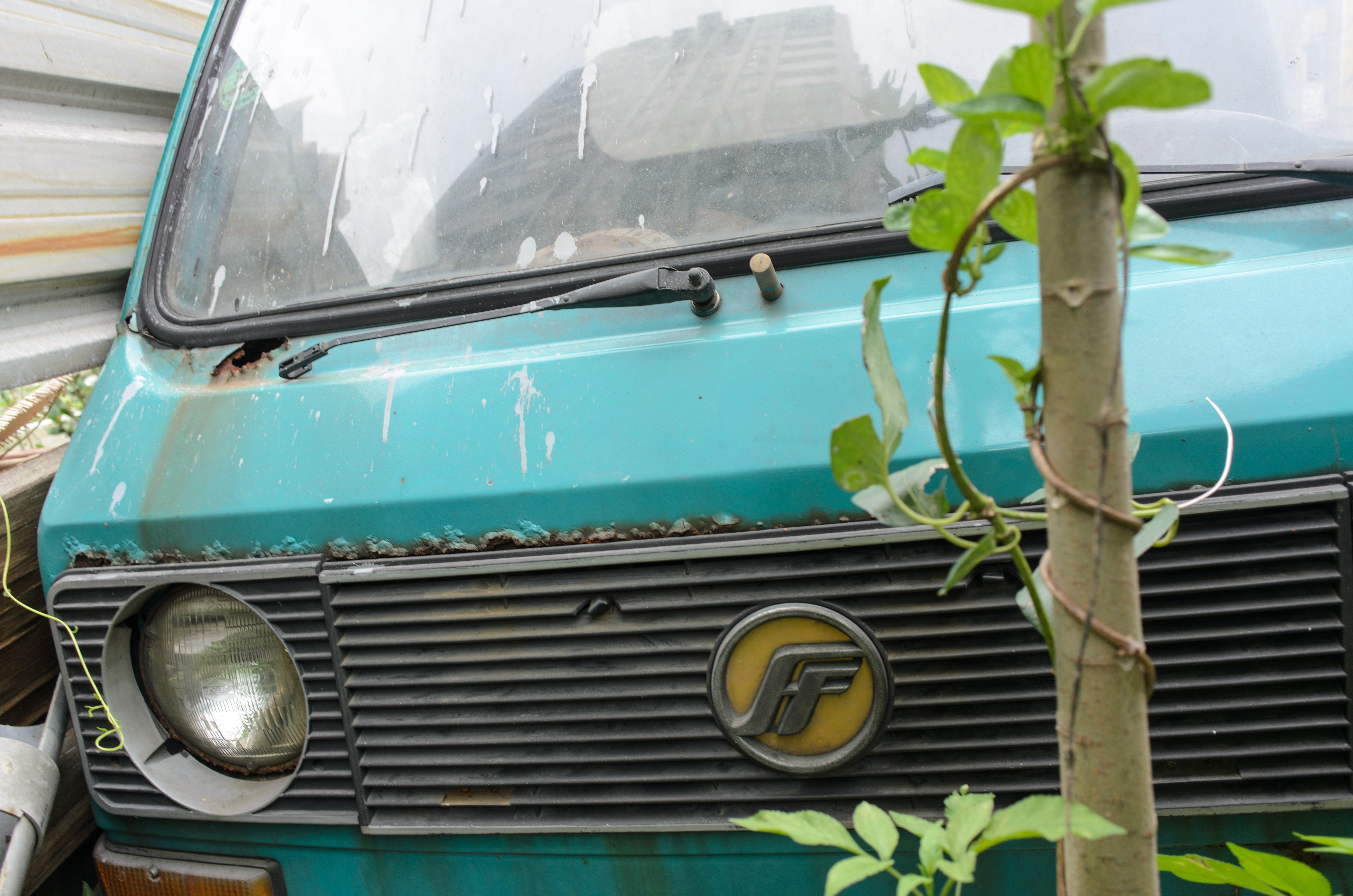
Subaru Sanfu Sambar abandonné dans les rues de Taïwan.
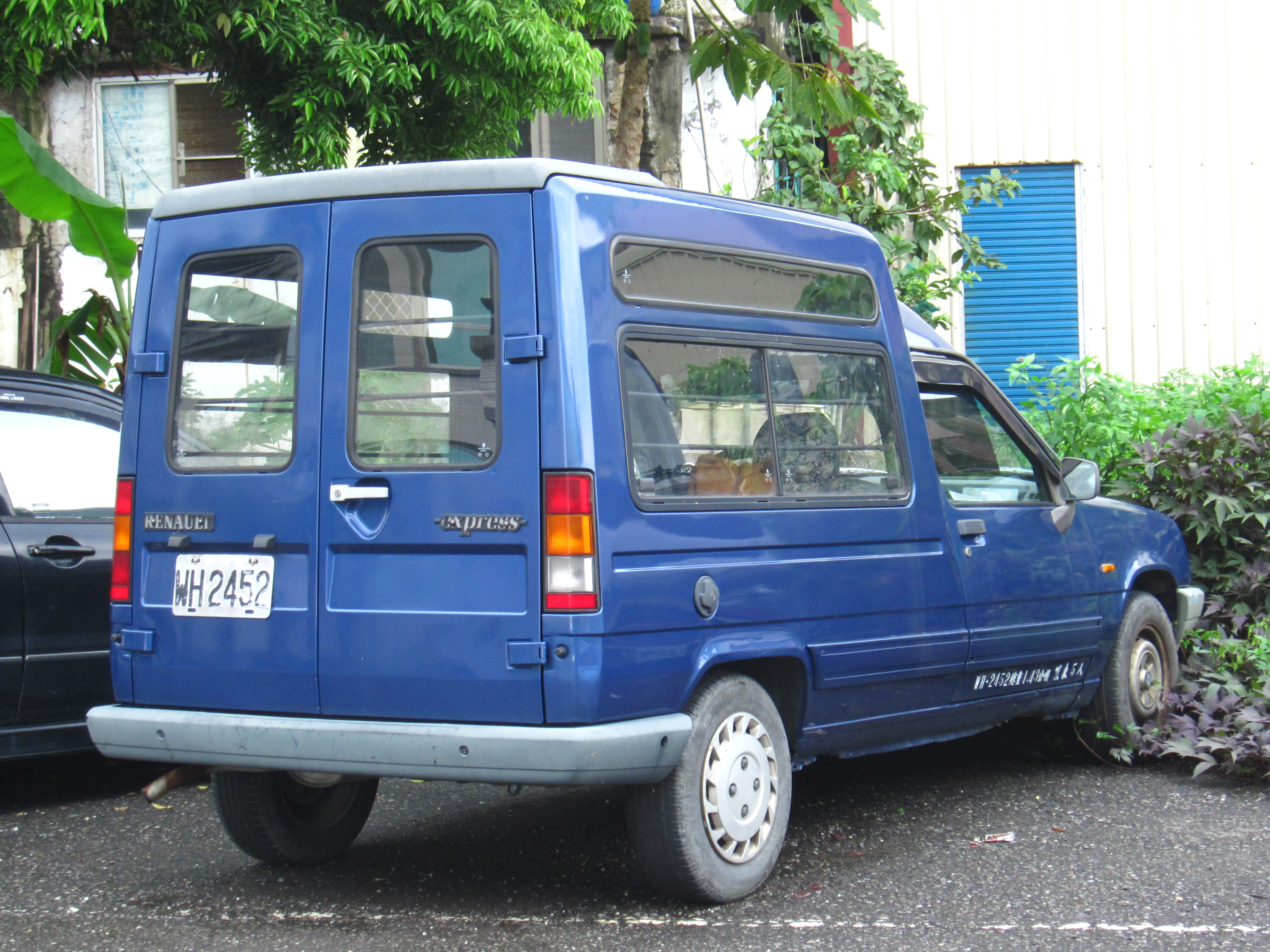
Renault Express dans les rues de Taïwan.